# Glonn
Glonn er en købstad (Markt) i Landkreis Ebersberg i Regierungsbezirk Oberbayern i den tyske delstat Bayern. Den er administrationsby for Verwaltungsgemeinschaft Glonn.

## Geografi

### Beliggenhed
Glonn er en rekreationsby beliggende i Glonntal som er omgivet af skovklædte bakker i den tidligere smeltevandsdal fra Inngletscheren . I syd tegner Alperne horisonten.
Floderne Glonn, Kupferbach og Schrannenbach har deres kilder i Glonn område. Søen Kastensee hører til kommunen, og på grænsen til nabokommunen Moosach ligger Steinsee. Der er tre fredede områder i kommunen (Landschaftsschutzgebiet).

### Nabokommuner
De omgivende kommuner Baiern, Bruck, Egmating, Moosach og Oberpframmern danner sammen med Glonn et Verwaltungsgemeinschaft.
Byen Grafing og landsbyerne Kirchseeon, Zorneding og Höhenkirchen-Siegertsbrunn ligger cirka 15 km væk.
Glonn ligger cirka 30 km fra byerne München og Rosenheim.